# Scopula albiflava
Scopula albiflava är en fjärilsart som beskrevs av W. Warren 1896. Scopula albiflava ingår i släktet Scopula och familjen mätare. Inga underarter finns listade.